# برنت بيترسن
برنت بيترسن (بالدنماركية: Bernt Petersen)‏ هو مصمم دنماركي، ولد في 1937، وتوفي في 6 مارس 2017.